# Batus barbicornis
Espèce
Batus barbicornis est une espèce de coléoptères de la famille des Cerambycidae.

## Historique et dénomination
L'espèce a été décrite en 1864 par l'entomologiste suédois Carl von Linné sous le nom initial de Cerambyx barbicornis, reclassé par Carl Peter Thunberg en 1822 dans le genre Barbus.

### Synonymie
- Cerambyx barbicornis Linné, 1764 Protonyme
- Cerambyx guianus (Goeze, 1777)
- Cerambyx speciosus (Voet, 1778)
- Lophonocerus barbicornis (Linnés) par Guérin-Méneville en 1831
- Lophonocerus hirticornis (Blanchard, 1849)
- Lophonocerus tuberculicollis (Chabrillac, 1857)
- Lophocerus barbatus (Chenu, 1870)
- Batus tuberculicollis (Chabrillac) par Aurivillius en 1912
- Batus barbicornis itaitubensis (Tippmann, 1953)

## Philatélie
Ce coléoptère longicorne figure sur une émission du Brésil de 1987 (valeur faciale : 55 000 Cz$).